# Henry Monck-Mason Moore
Henry Monck-Mason Moore, né le 18 mars 1887 et mort le 26 mars 1964), était le gouverneur britannique de la Sierra Leone, du Kenya et de Ceylan.

## Récompense et distinctions
- Obtient un Bachelor en Arts à l'Université de Cambridge, 1909
- Ordre de Saint-Michel et Saint-Georges Chevalier Grand-Croix (GCMG), 1943
- Très vénérable ordre de Saint-Jean Chevalier de Justice (KStJ)